# Maison Spencer
Pour les articles homonymes, voir Spencer.
La famille Spencer est une famille de la noblesse britannique.
Beaucoup de personnes portent le nom de famille Spencer, mais n'appartiennent pas forcément à la famille noble des Spencer. Celles appartenant à cette lignée, comme celles présentées ici, descendent exclusivement en ligne masculine de Sir John Spencer (en) (v. 1455–1522), à savoir les comtes de Sunderland et les ducs de Marlborough pour la branche aînée, les barons Churchill pour la première branche cadette et les comtes Spencer pour la seconde branche cadette.
La branche aînée porte le nom de Spencer-Churchill.

## Membres de la famille

### Chevalier Spencer (1519)
- Sir John Spencer (en) (v. 1455–1522, blasonné en 1504, fait chevalier en 1519), éleveur, propriétaire terrien et shérif
- Sir William Spencer (en) (v. 1496–1532), propriétaire terrien et shérif
- Sir John Spencer (en) (1524–1586), parlementaire et shérif
- Sir John Spencer (en) (v. 1549–1600), parlementaire et shérif

### Baron Spencer de Wormleighton (1603)
- Robert Spencer (1er baron Spencer de Wormleighton) (1570–1627)
- William Spencer (2e baron Spencer) (1591–1636)
- Henry Spencer, 3e baron Spencer de Wormleighton (1620–1643), royaliste lors de la première Révolution anglaise

### Comtes de Sunderland (1643)
- Henry Spencer, 1er comte de Sunderland (1620–1643), créé comte de Sunderland
- Robert Spencer, 2e comte de Sunderland (1641–1702), homme politique
- Charles Spencer, 3e comte de Sunderland (1675–1722), homme politique
- Robert Spencer, 4e comte de Sunderland (1701–1729)

### Duc de Marlborough(1729)

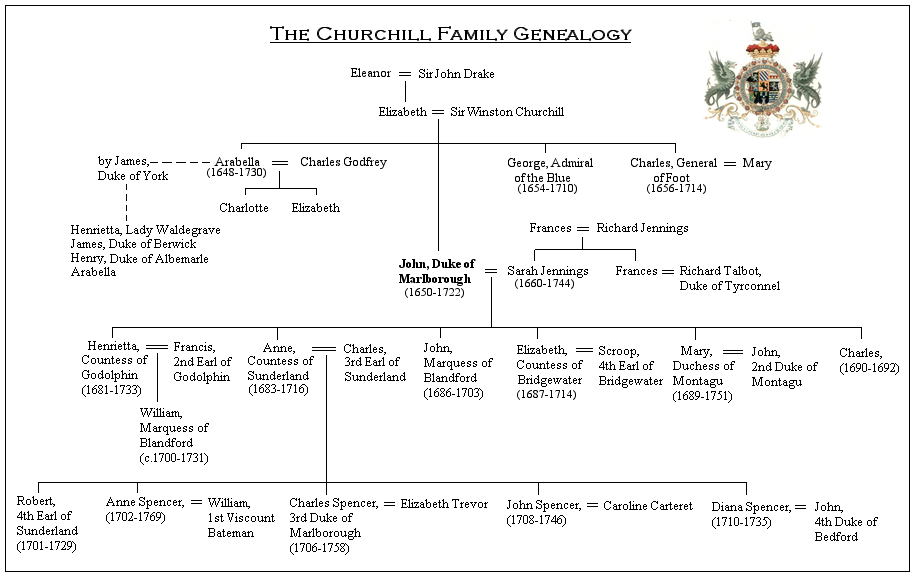
Arbre généalogique des Ducs de Marlborough

- Charles Spencer (3e duc de Marlborough) (1706–1758), général et homme politique, second fils du 3e comte de Sunderland, petit-fils de John Churchill (1er duc de Marlborough)
- George Spencer (4e duc de Marlborough) (1739–1817), homme politique
- George Spencer (5e duc de Marlborough) (1766–1840), change son nom en « Spencer-Churchill » en 1817
- George Spencer-Churchill (6e duc de Marlborough) (1793–1857), homme politique
- John Spencer-Churchill (7e duc de Marlborough) (1822–1883), père de Lord Randolph Churchill et grand-père de Sir Winston Churchill
- George Spencer-Churchill (8e duc de Marlborough) (1844–1892), homme politique
- Charles Spencer-Churchill (9e duc de Marlborough) (1871–1934), militaire et homme politique
- John Spencer-Churchill (10e duc de Marlborough) (1897–1972), militaire et homme politique
- John Spencer-Churchill (11e duc de Marlborough) (1926–2014)
- James Spencer-Churchill (12e duc de Marlborough) (1955)

### Comtes Spencer(1765)
- John Spencer, 1er comte Spencer (1734–1783), petit-fils du 3e comte de Sunderland
- George Spencer, 2e comte Spencer (1758–1834), homme politique
- John Spencer, 3e comte Spencer (1782–1845), mieux connu sous le nom de Lord Althorp, homme politique
- Frederick Spencer, 4e comte Spencer (1798–1857)
- John Spencer, 5e comte Spencer (1835–1910), homme politique
- Charles Robert Spencer, 6e comte Spencer (1857–1922)
- Albert Edward John Spencer, 7e comte Spencer (1892–1975)
- Edward Spencer, 8e comte Spencer (1924–1992), père de Diana, Princesse de Galles
- Charles Edward Maurice Spencer, 9e comte Spencer (1964), plus jeune frère de Diana

### Barons Churchill (1815)
- Les barons Churchill et les vicomtes Churchill descendent du plus jeune fils du 4e duc de Marlborough :

- Francis Almeric Spencer, 1er baron Churchill (1779–1845)
- Francis George Spencer, 2e baron Churchill (1802–1886)
- Victor Albert Francis Charles Spencer, 3e baron Churchill (1864–1934, créé vicomte Churchill en 1902)

### Vicomtes Churchill (1902) – branche éteinte en 2017
- Victor Albert Francis Charles Spencer, 1er vicomte Churchill (1864–1934)
- Victor Alexander Spencer, 2e vicomte Churchill (1890–1973)
- Victor George Spencer, 3e vicomte Churchill (1934–2017)

### Autres
- Lady Diana Beauclerk (née Spencer en 1734)
- Georgiana Cavendish, duchesse de Devonshire (née Spencer en 1757 – morte en 1806)
- George (Ignatius) Spencer (vénérable Ignace de Saint-Paul, passionniste) (1799-1864)
- Winston Churchill (1874-1965), Premier ministre du Royaume-Uni
- Lady Sarah McCorquodale (née Spencer en 1955), sœur aînée de Diana Spencer
- Lady Jane Fellowes (née Spencer en 1957), sœur aînée de Diana Spencer
- Diana, princesse de Galles (née Spencer en 1961, décédée en 1997), mère des princes William et Harry